# Lijst van rijksmonumenten in Utrecht (stad)/Lijnmarkt
De stad Utrecht telt in totaal 1.402 inschrijvingen in het rijksmonumentenregister. De Lijnmarkt telt 32 rijksmonumenten. Hieronder een overzicht.
| Object | Oorspronkelijke functie? | Bouwjaar                                      | Architect | Locatie       | Coördinaten?                | Nr.?   | Afbeelding        |
| --- | ------------------------ | --------------------------------------------- | --------- | ------------- | --------------------------- | ------ | ----------------- |
| Pand met lijstgevel met pilasters met natuurstenen blokken                                                                           | Werk-woonhuis            | 17e eeuw                                      |           | Lijnmarkt 31  | 52° 5' 22" NB, 5° 7' 14" OL | 36290  | Meer afbeeldingen |
| Pand met in- en uitgezwenkte halsgevel                                                                                               | Woonhuis                 |                                               |           | Lijnmarkt 33  | 52° 5' 22" NB, 5° 7' 13" OL | 36291  | Meer afbeeldingen |
| Pand met in- en uitgezwenkte halsgevel                                                                                               | Werk-woonhuis            | 1736                                          |           | Lijnmarkt 35  | 52° 5' 22" NB, 5° 7' 14" OL | 36292  | Meer afbeeldingen |
| In de Vergulde Maen | Werk-woonhuis            | 17e eeuw                                      |           | Lijnmarkt 37  | 52° 5' 22" NB, 5° 7' 14" OL | 36293  | Meer afbeeldingen |
| Pand met gevel, afgedekt door rechte kroonlijst met consoles                                                                         | Werk-woonhuis            | 17e/18e eeuw                                  |           | Lijnmarkt 43  | 52° 5' 21" NB, 5° 7' 14" OL | 36294  | Meer afbeeldingen |
| Pand met gepleisterde lijstgevel aan de Oudegracht zijde                                                                             | Werk-woonhuis            |                                               |           | Lijnmarkt 4   | 52° 5' 25" NB, 5° 7' 13" OL | 36296  | Meer afbeeldingen |
| Pand met lijstgevel aan de Oudegracht zijde                                                                                          | Werk-woonhuis            |                                               |           | Lijnmarkt 6   | 52° 5' 25" NB, 5° 7' 13" OL | 36297  | Meer afbeeldingen |
| Pand met lijstgevel aan de Oudegracht zijde                                                                                          | Werk-woonhuis            |                                               |           | Lijnmarkt 8   | 52° 5' 25" NB, 5° 7' 13" OL | 36298  | Meer afbeeldingen |
| Pand met lijstgevel aan de Oudegracht zijde                                                                                          | Werk-woonhuis            |                                               |           | Lijnmarkt 10  | 52° 5' 24" NB, 5° 7' 13" OL | 36299  | Meer afbeeldingen |
| Pand met smalle gepleisterde lijstgevel aan de Oudegracht zijde                                                                      | Werk-woonhuis            |                                               |           | Lijnmarkt 12  | 52° 5' 24" NB, 5° 7' 13" OL | 36300  | Meer afbeeldingen |
| Pand met gepleisterde lijstgevel aan de Oudegracht zijde                                                                             | Werk-woonhuis            |                                               |           | Lijnmarkt 14  | 52° 5' 24" NB, 5° 7' 13" OL | 36301  | Meer afbeeldingen |
| Pand met gepleisterde lijstgevel aan de Oudegracht zijde                                                                             | Werk-woonhuis            |                                               |           | Lijnmarkt 16  | 52° 5' 24" NB, 5° 7' 13" OL | 36302  | Meer afbeeldingen |
| Pand, waarvan de achtergevel met arkaden waardevolle kenmerken vertoont voor het uiterlijk aspect ter plaatse                        | Werk-woonhuis            |                                               |           | Lijnmarkt 18  | 52° 5' 24" NB, 5° 7' 13" OL | 36303  | Meer afbeeldingen |
| Pand met lijstgevel aan de Oudegracht zijde                                                                                          | Woonhuis                 |                                               |           | Lijnmarkt 22  | 52° 5' 23" NB, 5° 7' 14" OL | 36304  | Meer afbeeldingen |
| Pand met lijstgevel aan de Oudegracht zijde                                                                                          | Werk-woonhuis            |                                               |           | Lijnmarkt 24  | 52° 5' 23" NB, 5° 7' 14" OL | 36305  | Meer afbeeldingen |
| Pand met lijstgevel | Werk-woonhuis            | 17e eeuw                                      |           | Lijnmarkt 26  | 52° 5' 23" NB, 5° 7' 14" OL | 36306  | Meer afbeeldingen |
| Pand, waarvan de achtergevel met arkaden waardevolle kenmerken vertoont voor het uiterlijk aspect ter plaatse                        | Werk-woonhuis            | middeleeuwen                                  |           | Lijnmarkt 28  | 52° 5' 23" NB, 5° 7' 14" OL | 36307  | Meer afbeeldingen |
| Pand, waarvan de achtergevel met arkaden waardevolle kenmerken vertoont voor het uiterlijk aspect ter plaatse                        | Werk-woonhuis            | middeleeuwen                                  |           | Lijnmarkt 30  | 52° 5' 23" NB, 5° 7' 14" OL | 36308  | Meer afbeeldingen |
| Pand met lijstgevel | Woonhuis                 | laat 19e eeuw                                 |           | Lijnmarkt 32  | 52° 5' 23" NB, 5° 7' 14" OL | 36309  | Meer afbeeldingen |
| Pand met lijstgevel aan de Oudegracht zijde                                                                                          | Werk-woonhuis            |                                               |           | Lijnmarkt 34  | 52° 5' 23" NB, 5° 7' 14" OL | 36310  | Meer afbeeldingen |
| Pand met dubbele lijstgevel aan de Oudegracht zijde                                                                                  | Werk-woonhuis            |                                               |           | Lijnmarkt 38  | 52° 5' 22" NB, 5° 7' 15" OL | 36312  | Meer afbeeldingen |
| Pand met getande lijstgevel aan de Oudegracht zijde                                                                                  | Werk-woonhuis            |                                               |           | Lijnmarkt 40  | 52° 5' 22" NB, 5° 7' 15" OL | 36313  | Meer afbeeldingen |
| Pand met gepleisterde gevel met moderne verhoging aan de Oudegracht gelegen                                                          | Werk-woonhuis            |                                               |           | Lijnmarkt 42  | 52° 5' 22" NB, 5° 7' 15" OL | 36314  | Meer afbeeldingen |
| Pand met hoge klokgevel aan de zijde der Oudegracht                                                                                  | Werk-woonhuis            |                                               |           | Lijnmarkt 44  | 52° 5' 22" NB, 5° 7' 15" OL | 36315  | Meer afbeeldingen |
| Pand met lijstgevel aan de zijde der Oudegracht                                                                                      | Werk-woonhuis            |                                               |           | Lijnmarkt 46  | 52° 5' 22" NB, 5° 7' 15" OL | 36316  | Meer afbeeldingen |
| Pand met klokgevel aan de zijde van de Oudegracht                                                                                    | Werk-woonhuis            | 18e eeuw                                      |           | Lijnmarkt 48  | 52° 5' 21" NB, 5° 7' 15" OL | 36317  | Meer afbeeldingen |
| De Gekroonde Troffel | Werk-woonhuis            | 1737                                          |           | Lijnmarkt 50  | 52° 5' 21" NB, 5° 7' 15" OL | 36318  | Meer afbeeldingen |
| Hoekhuis met overbouwde werf aan de grachtzijde, bestaande uit twee bouwlagen, een kelder en een kap loodrecht op de straat          | Woonhuis                 | 17e eeuw                                      |           | Lijnmarkt 20  | 52° 5' 24" NB, 5° 7' 13" OL | 450345 | Meer afbeeldingen |
| Diephuis, bestaande uit voor- en acherhuis. Het voorhuis heeft drie lagen en een kap. Het achterhuis heeft twee bouwlagen en een kap | Woonhuis                 | middeleeuwen                                  |           | Lijnmarkt 47  | 52° 5' 21" NB, 5° 7' 14" OL | 450372 | Meer afbeeldingen |
| Pand bestaande uit drie bouwlagen, een kap loodrecht op de straat en verschillende kelders, onder andere een werfkelder              | Werk-woonhuis            | middeleeuwen (oorsprong) 19e eeuw (uiterlijk) |           | Lijnmarkt 25  | 52° 5' 23" NB, 5° 7' 13" OL | 450454 | Meer afbeeldingen |
| Pand met ingezwenkte halsgevel, thans bestaande uit drie bouwlagen met kap loodrecht op de straat en een kelder met tongewelf        | Werk-woonhuis            | begin 18e eeuw                                |           | Lijnmarkt 27  | 52° 5' 23" NB, 5° 7' 13" OL | 450455 | Meer afbeeldingen |
| Winkelwoonhuis in Overgangsarchitectuur met Jugendstil-motieven                                                                      | Werk-woonhuis            | 1904                                          |           | Lijnmarkt 20A | 52° 5' 24" NB, 5° 7' 13" OL | 514240 | Meer afbeeldingen |